# Marchena
Marchena est une commune située dans la province de Séville de la communauté autonome d'Andalousie en Espagne.

## Géographie

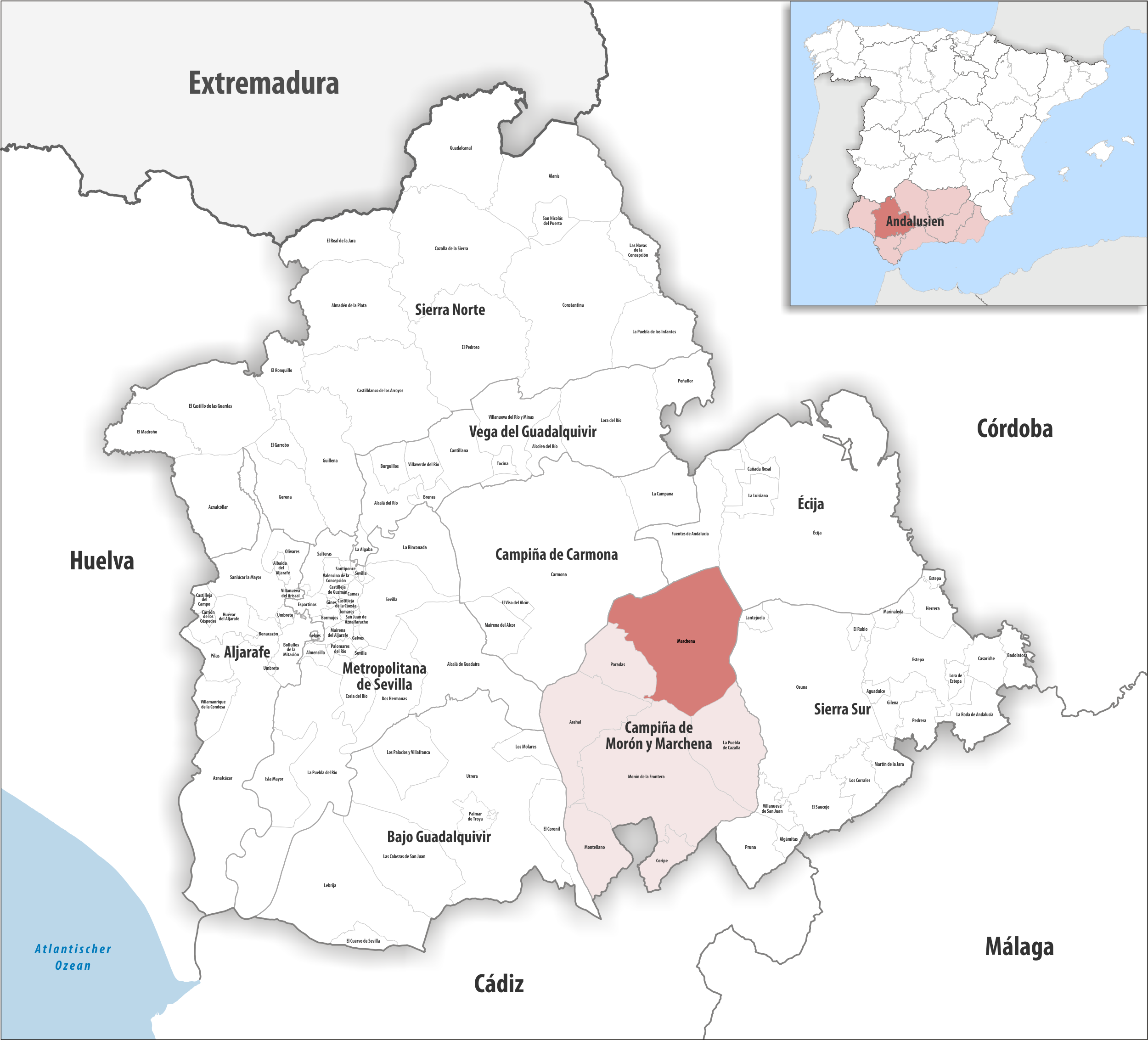
Marchena dans la province de Séville / en Andalousie

### Localisation
La commune de Marchena est dans la comarque Campiña de Morón et Marchena qui jouxte la province de Cadix au sud.
Séville est à 55 km ouest ;
Malaga à 151 km sud-est ;
Gibraltar à 223 km sud ;
Algésiras à 205 km sud ;
Jerez de la Frontera à 114 km sud-ouest ;
Cadix à 142 km sud-ouest.

## Administration
| Période                                  | Période | Identité | Étiquette | Qualité |
| ---------------------------------------- | ------- | -------- | --------- | ------- |
| N/A                                      | N/A     | N/A      | N/A       | Maire   |
| Les données manquantes sont à compléter. |         |          |           |         |